# 판소리고법 (서울특별시 무형문화재)
판소리고법(판소리鼓法)이란 판소리 반주로서 고수가 북 장단을 치는 것을 말한다. 판소리는 일고수 이명창(一鼓手二名唱) 또는 암고수 숫명창이라 하여 고수의 기예를 중히 여겼다.

## 개요
판소리의 고법은 판소리 발생과 함께 시작되었을 것으로 보인다. 그것은 판소리와 비슷한 음악적 특징을 갖는 창우의 고사소리가 북 반주로 불리는 데서 알 수 있다. 순조(純祖) 때 송광록(宋光祿)은 송흥록(宋興祿)의 고수로 있다가 판소리로 돌려서 명창이 되었고, 역시 순조 때 주덕기(朱悳基)도 송흥록·모흥갑(牟興甲)의 고수로 있다가 명창이 되었다. 순조 때 활약한 판소리 명창 가운데 이른바 8명창이 있었는데 이 시절에는 진양을 6박으로 쳤다고 한다. 그 당시에는 소리에 따라서 맺고 푸는 고법을 본격적으로 활용하지 않은 것 같으며, 또 중몰이·중중몰이·자진몰이의 경우에도 맺고 푸는 고법이 충분히 이론화되지 않았던 것 같다. 또 휘몰이 장단은 순조 말기에 활약한 고수 문석준(文錫俊)이 <흥보가>의 박타는 대목에서 비롯된 것으로 짐작된다.
고종 때와 일제 때 활약한 명고수는 박판석(朴判錫)ㆍ신찬문(申贊文), 주봉현(朱鳳鉉)ㆍ정원섭(丁元燮)ㆍ신고주(申高柱) 등이었다. 한성준 등 이들 명고수들은 판소리 고법의 체계를 세우는 데 공헌했으며, 오성삼(吳聖三)은 진양을 24박으로 치고 기(起)ㆍ경(景)ㆍ결(結)ㆍ해(解)라 하여 매 각(刻)마다 맺고 푸는 고법을 쳤다. 신찬문은 북의 맺고 푸는 고법을 완성했을 뿐만 아니라 북채 들고 너름새하는 법, 추임새하는 법 등 북채의 이론에 체계를 세웠다. 장판개(張判介)는 소리의 등배에 따라 북을 맺고 푸는 고법을 발전시켰으며, 광복 후에는 김재선(金在先)ㆍ이정업(李正業)ㆍ김명환(金命煥)ㆍ김득수(金得洙)ㆍ김동준(金東俊) 등이 활동하였다. 정화영은 김동준에게 판소리 고법을 본격적으로 배우기 시작했으나 김동준이 일찍 작고했기 때문에 이수자로 인정되지 못하였다고 한다.
판소리에 쓰이는 소리북은 일명 고장북이라 하는데 고장이란 장단의 사투리이다. 소리북은 높이 23cm, 지름 47cm 정도 되게 통을 짜고 양편에 소가죽을 맨다. 북통은 통북이라 이르는 오동나무나 다른 통나무를 파서 만들기도 하지만, 흔히 소나무를 여러 쪽 깎아서 통처럼 짜 만든다. 북채는 박달나무나 대추나무 또는 탱자나무 등 단단한 나무를 쓴다.
판소리에 쓰이는 장단에는 진양·중몰이·중중몰이·자진몰이·휘몰이·엇몰이·엇중몰이가 있다. 판소리의 선율은 맺고 푼다 하여 악절에 따라 선율의 기복(起伏)이 있는데, 이것을 소리의 등배 또는 생사맥(生死脈)이라고도 한다.
정화영의 연주법은 왼손잡이이므로 북을 오른편에 당겨 놓고 치며 북채는 왼손으로 쥐고 치되 자연스럽게 쥐고, 채편 대접을 같은 모양으로 친다. 또 궁편은 오른손으로 치되 팔을 곧게 펴지 않고 자연스레 펴 오른손 엄지를 북통 전에 걸치고 치며, 특별한 경우가 아니면 엄지를 전에서 떼지 않는다.
오른손 채손은 북에서 머리 위나 음편으로 멀리 나가지 않도록 한다. 대점은 채를 수평으로 내려치되 북통의 위ㆍ가운데를 치며, 소점은 조금 안쪽으로 당겨친다.
맺고 푸는 주법은 진양 장단을 치며 다른 장단은 맺을 경우에는 결박에 대점을 치고 그렇지 않을 때에는 소점을 친다고 하며, 사치가락은 고정된 사치가락이 많지 않고 그때그때 만들어 친다.
북편 성음은 다소 음성적인 묵직한 성음이며, 채편 성음 또한 무겁고 단단한 성음으로, 요즈음 고법의 경향이 가볍고 번잡한 성음으로 기울고 있는 것과는 대조가 된다.
추임새는 그 위치와 말의 선택이 적절하고 성음이 북성음과 잘 조화되고 있다. 다만 돋우어 주는 추임새의 신명이 부족한 경우가 가끔 있다고 한다.
정화영은 김명환·김동준이 사사했던 장판개의 고법을 계승하고 있다.

## 보유자
| 성명            | 성별 | 생년월일 | 기.예능 | 주소 | 인정일자   | 해제일자 | 비고 |
| --------------- | ---- | -------- | ------- | ---- | ---------- | -------- | ---- |
| 정화영 (鄭和泳) |      |          |         |      | 2001.10.23 |          |      |

## 참고 자료
- 판소리고법 - 국가유산청 국가유산포털

 본 문서에는 서울특별시에서 지식공유 프로젝트를 통해 퍼블릭 도메인으로 공개한 저작물을 기초로 작성된 내용이 포함되어 있습니다.